# Storia do Mogor
La Storia do Mogor è l'opera principale del medico e scrittore veneziano Niccolò Manucci (1638-1717). Essa è un quadro completo della storia, dei costumi, della religione dell'Impero del Mogol e descrive gli avvenimenti degli ultimi sei anni del regno del Mogol Shah Giahan (1628-1658) e di tutto il regno di suo figlio Awrangzeb (1659-1707), il quale, salito al trono dopo aver sconfitto i fratelli, portò l'Impero alla sua massima estensione.

## Contenuto
La Storia do Mogor tramanda le vicende storiche dell'Impero del Mogol e restituisce il quadro completo e dettagliato di usi e costumi dei paesi nei quali Manucci ha soggiornato, per lungo o breve tempo, nel corso del suo viaggio.
Il contenuto della Storia si può così riassumere: Manucci
- fa il resoconto del suo viaggio da Venezia verso la Persia e poi nel territorio del Gran Mogol;
- fa l'elenco degli Imperatori del Mogol, da Tamerlano ad Awrangzēb; descrive le province dell'impero e la loro economia;
- racconta come si viveva nel palazzo dell'imperatore, come era composta la corte e quali erano le loro abitudini;
- descrive la religione degli induisti, le divinità maggiori, i riti, la casta sacerdotale;
- descrive l'organizzazione sociale della popolazione del Mogol: la divisione in caste e l'organizzazione di governo.

## Il manoscritto originale dellaStoria
In età avanzata Manucci si ritira a Pondichéry, nel sud-est dell'India, e, spinto dai molti amici europei, si dedica alla stesura di un resoconto delle proprie avventure. Detta le sue memorie a vari copisti, nella lingua di ciascuno di essi: italiano, portoghese e francese. L'inizio dell'impresa è databile al 1698-1699. Dei cinque libri che compongono l'opera, i primi tre erano già terminati nel 1700. 
Il manoscritto originale, detto anche « archetypum », raggiunge l'Europa nel 1705: era stato affidato da Manucci al frate cappuccino Eusebio di Brouges, che lo consegna, a Parigi, nelle mani dell'ambasciatore veneziano Lorenzo Tiepolo.
- Questo manoscritto contiene i libri I, II, III, IV della Storia, scritti in italiano, portoghese e francese, e costituisce il codice marciano It. VI. 134 (=8299), catalogato anche come ms. It. Z. 44, un codice cartaceo dei secoli XVII-XVIII (1698-1705), conservato presso la Biblioteca Nazionale Marciana di Venezia. Alle carte 7r-7v, del libro I, e alla carta 203v, del libro III, Manucci Manucci si rivolge al lettore della sua Storia: molto probabilmente la mano che scrive in un italiano fortemente contaminato dal portoghese e appone la firma Nicolao Manucci è quella dell'autore; nel manoscritto non ci sono altri luoghi autografi.

## Arrivo dellaStoriain Europa
Un altro codice, contenente una redazione della Storia redatta sulla base dell'« archetypum » raggiunge l'Europa già nel 1701, prima del suo originale, portato a Parigi da André Boureau-Deslandes, un funzionario della Reale Compagnia francese. 
Nel 1705 a Parigi vede la luce l’Histoire gènérale de l'Empire du Mogol depuis sa fondation. Sur les mémoires de M. Manouchi, véniien. Par le père François Catrou, de la Compagnie de Jèsus,del padre Gesuita François Catrou: si trattava di un vero e proprio furto, denunciato da Manucci in una lettera inviata a Venezia nel 1705, nota come Lettera latina. 
Quando anche il manoscritto originale raggiunge l'Europa, il Tiepolo verifica la veridicità della denuncia di Manucci e riesce anche ad ottenere la restituzione di un volume di illustrazioni ed uno di ritratti di re, principi ed altri dignitari della corte del Mogol, di cui Catrou era entrato in possesso.
- Il manoscritto utilizzato dal Catrou per la sua Histoire è il codice Phillips 1945, conservato alla Staatsbibliothek di Berlino, un codice cartaceo del XVII sec (1698-1700), costituito da tre volumi. Esso tramanda i libri I, II, III, scritti in francese e portoghese, sulla base dell'« archetypum ».
- Il manoscritto che contiene il quinto libro della Storia giunge a Padova negli ultimi giorni del 1712, con padre Gerolamo Buzzacarino: è il manoscritto marciano It. VI. 135 (=5772), un codice cartaceo del XVIII secolo, della Biblioteca Nazionale Marciana di Venezia.
- Il volume di illustrazioni della Storia, noto come “libro rosso”, costituisce il manoscritto OD 45 Rés., della Biblioteca nazionale di Francia di Parigi.

## La traduzione dei Cardeiraz
Nel 1712, Stefano Neves Cardeiraz, Primario Professore di Legge nello studio di Padova, e i suoi figli Andrea e Diego, approntano una traduzione della Storia, poiché, in una relazione del Senato di Venezia, del 26 marzo 1707, i Riformatori veneziani si erano pronunciati a favore della pubblicazione dell'opera, a condizione che le parti non in italiano venissero tradotte. La Storia do Mogor non è mai stata pubblicata e le cause della mancata pubblicazione sono ancora ignote.
- La traduzione dei Cardeiraz è contenuta nei due volumi del codice marciano It. Z. 45 (=4803-4804), della Biblioteca Nazionale Marciana di Venezia.

## Curiosità sul testo in italiano dellaStoria
Manucci dettò il testo della Storia a vari copisti, italiani, francesi e portoghesi, durante il suo ritiro a Pondichéry.  Non si deve pensare al copista italiano come ad un semplice amanuense, bensì come ad un vero e proprio interprete tra la lingua di Manucci ed il proprio italiano. Infatti è poco probabile che Manucci, lasciata l'Italia quando era ancora ragazzo, dopo i tanti anni trascorsi in India tra la gente del luogo e tra gli Inglesi, i Portoghesi, i Danesi e gli Olandesi che lavoravano per le compagnie commerciali, continuasse a padroneggiare con grande sicurezza quella che lui chiama la «mia lingua maternale».
A dimostrazione del ruolo fondamentale svolto dal "copista italiano" nella stesura dell'opera sta il fatto che nei due luoghi del manoscritto originale quasi sicuramente autografi, Manucci sfoggia un italiano fortemente contaminato a livello grafico dal portoghese, molto diverso da quello presente nel resto dell'opera.

### Ipotesi sull'identità del copista
Allo stato attuale delle ricerche non è possibile fare alcuna ipotesi sull'identità di questo copista; non erano molti gli italiani presenti in India, non vi era una vera e propria comunità italiana, vi erano però le missioni religiose di Gesuiti, Cappucci e Carmelitani, con le quali sappiamo che Manucci ebbe rapporti: tra questi religiosi va probabilmente cercato il nome dell'interprete italiano della Storia.

## Principali edizioni e traduzioni dellaStoria
- Nel 1705 a Parigi è pubblicata l'Histoire gènérale de l'Empire du Mogol depuis se fondation jusqu'à présent sur les mèmoires portugais de M. Manouchi, Venitien, del padre gesuita François Catrou.
- Il testo integrale è stato tradotto in inglese all'inizio del Novecento da William Irvine e pubblicato a Londra nel 1907 dall'editore Murray, per conto del Governo dell'India, con il titolo Storia do Mogor, or Mogul. India 1633-1708 by Niccolas Manucci, venetian; Translated with introduction and notes by William Irvine (reprinted New Dehli, Oriental Books, 1981) . Questa traduzione però non è stata condotta sul manoscritto originale bensì sull'adattamento settecentesco dello stesso eseguito da Stefano Cardeiras
- Nel 1913, per Murray, viene pubblicato A Pepys of Mogul India, riassunto della Storia, in inglese, a cura di Margaret L. Irvine.
- Nel corso del Novecento sono state stampate, in India,  altre edizioni anastatiche delle versioni di William e Margaret Irvine.
- Parti del testo italiano della Storia, in versione modernizzata, sono pubblicate in Usi e costumi dell'India dalla Storia del Mogol di Nicolo Manucci veneziano, a cura di T. Gasparrini Leporace; Milano, Dalmine, 1963.
- Mogol, di Nicolò Manuzzi veneziano. A cura di Piero Falchetta. Milano, Franco Maria Ricci, 1986, 2 volls.; questa edizione comprende le due serie di miniature indiane inviate da M. in Europa insieme ai suoi manoscritti
- Della Storia do Mogor è stata pubblicata un'edizione parziale in francese, Un Vénitien chez les Moghols, Niccolo Manucci, a cura di Françoise de Valence e Robert Sctrick, pubblicato a Parigi, da Phébus, nel 1995

## Opere tratte dallaStoria
Studi sull'opera di Manucci sono: 
- Sulla nuova integrale pubblicazione della Storia del Mogol di Nicolò Manucci veneziano, Venezia, (Officine Grafiche Ferrari, 1907, di G. Còggiola);
- Dalla traduzione di Irvine Michael Edwardes ha tratto le sue Memoirs of the Mogul court, pubblicate in inglese e in italiano, a Londra, dalla Folio Society nel 1957.
- Dall'opera di Manucci è tratto Dastan-e Mugaliya, in lingua inglese, pubblicato a Lahore, in Pakistan, nel 1968, da Nigarisat pablisarz, a cura di Sajjad Baqar Rizvi.
- Storia do Mogor or Mogul India 1653-1708, by Niccolao Manucci. Translated with Introduction and Notes by William Irvine. London, John Murray, 1907, 4 volls.;
- L' immagine di un grande impero musulmano secondo un testimone italiano: la 'Storia do Mogor' di Nicolò Manucci, di D. Bredi (in La conoscenza dell'Asia e dell'Africa in Italia nei secoli XVIII e XIX, a cura dell'Istituto Universitario Orientale di Napoli, 1984
- Marco Moneta, Un veneziano alla corte Moghul. Vita e avventura di Nicolò Manucci nell'India del Seicento, Torino, UTET, 2018; edizione in lingua inglese Penguin Random House India 2021 (collana Vintage Books)